# Разговори са пријатељима
Разговори са пријатељима је роман ирске ауторке Сали Руни из 2017. године. Овај роман је њен дебитантски. Издавач је Faber and Faber. 
Књига је завршена док је Руни још увек студирала магистарске студије из америчке књижевности. Књига је била предмет седмостраначке аукције за издавачка права. Права су на крају продата у 12 земаља. 

## Синопсис
Књига описује односе између четири особе – Френсис (нараторка), Боби (њена најбоља пријатељица) и Мелиса и Ник (брачни пар).

## Пријем романа
Разговори са пријатељима добио је позитивне критике. Све у свему, критичари су уживали у прози списатељке, јасноћи и оштрим ликовима. Пишући за The New Yorker, Александра Шварц хвали Руни, напомињући да „она пише са ретким, узбудљивим самопоуздањем, у луцидном и прецизном стилу, ненатрпаном врстом стероидних слика и стробоскопа фигуративног језика који користе многи писци књижевних романа. .“ Шварц наставља, „један диван аспект доследно дивног романа је жестока јасноћа са којом она испитује самообману која се тако често гњави поред претпостављене самоспознаје.“ The Guardian је на сличан начин похвалио ауторку, примећујући како, „Руни тако добро пише о стању младе, талентоване, али самодеструктивне жене, како менталитет тако и физички. Кејти Волдман је описала како је „Сали Руни садилица малих изненађења, која их сеје као нагазне мине. Оне се односе на понашање и психологију – ликови се крећу када очекујете да ће се појавити, од пасивности до изненадног агресију и леђа.“ Валдман даље аплаудира роману, напомињући да је „Руни сама акутна и осетљива — можда је приковала ова крхка створења за даску, али њено око није окрутно. Боби, Френсис, Ник и Мелиса истичу се у умилном зезању и неодлучном, рањивом откривању. Сви су узбудљиво оштри, хипервербални.“

## Телевизијска адаптација
Након успеха стриминг адаптације романа Нормалних људи (2020), засноване на ауторкином другом истоименом роману, Хулу/BBC 3 објавили су намеру да развију телевизијску адаптацију Разговори са пријатељима. Режисер Лени Абрахамсон и списатељица Алис Бирч су повезани са пројектом, који је заказан за 2022. годину. Глумци су: Алисон Оливер као Френсис, Саша Лејн као Боби, Џемама Кирк као Мелиса и Џо Алвин као Ник.